# Vendes
Vendes település Franciaországban, Calvados megyében. Lakosainak száma 335 fő (2022. január 1.). Vendes Juvigny-sur-Seulles, Monts-en-Bessin, Saint-Vaast-sur-Seulles, Tessel és Val d'Arry községekkel határos.

## Népesség
A település népessége az elmúlt években az alábbi módon változott:
| Lakosok száma | 199  | 273  | 293  | 300  | 314  | 316  | 320  | 333  | 332  | 335  |
|               | 1968 | 1982 | 1990 | 2006 | 2013 | 2015 | 2017 | 2019 | 2020 | 2022 |